# Берёзка (Алматинская область)
Берёзка — упразднённое село в Талгарском районе Алматинской области Казахстана. На момент упразднения входило в состав Октябрьского сельсовета. Упразднено в 2006 году.

## География
Располагалось на безымянном притоке реки Чимбулак, в 1 км к юго-вотоску от от села Чимбулак. Ныне на месте села располагается одноимённое садовое товарщество.

## Население
По данным всесоюзной переписи 1989 года в селе проживало 91 человек, из которых русские составляли 37 % населения.